# ناکاجیما ایی۴ان
ناکاجیما ایی۴ان (به انگلیسی: Nakajima_E4N) یک هواگرد از نوع هواگرد شناسایی ساخت شرکت شرکت هواپیمای ناکاجیما است. هواگرد ناکاجیما ایی۴ان نخستین پروازش را در ۱۹۳۰ میلادی انجام داد. این هواگرد در سال ۱۹۳۱ میلادی رسماً معرفی گردید و در سال‌های ۱۹۳۱–۱۹۳۳ تولید شده‌است. در مجموع، تعداد ۱۵۳ فروند از این هواگرد ساخته شده‌است.